# Hearoes
Hearoes (Eigenschreibweise hEARoes) ist ein Album von Joëlle Léandre, Craig Taborn und Mat Maneri. Die am 12. Februar 2022 im Théatre Antoine Vitez, Ivry-sur-Seine im Rahmen des Festival Sons d’hiver entstandenen Aufnahmen erschienen am 5. Mai 2023 auf RogueArt.

## Hintergrund

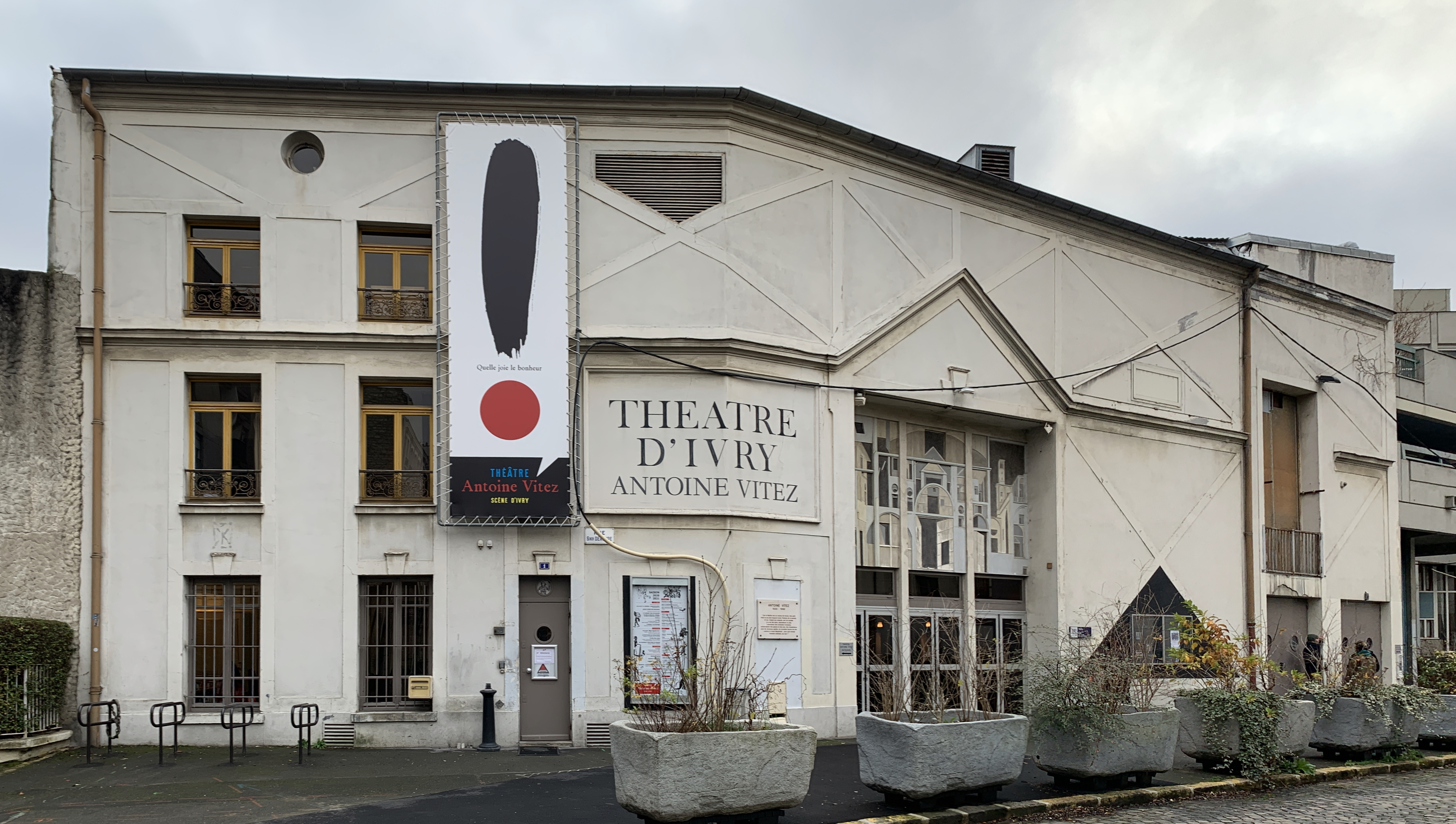
Das Théâtre Ivry Antoine Vitez in Ivry-sur-Seine, Ort der Aufnahmen

Léandres Album hEARoes ist entstanden in Zusammenarbeit mit dem Bratschisten Mat Maneri und dem Pianisten Craig Taborn. Seine sieben Sätze, einer für jeden Buchstaben im Titel, wurden live beim Festival Sons d’hiver (deutsch Klänge des Winters) in Ivry-sur-Seine nahe Paris aufgenommen. Léandre hatte bereits 2011 zusammen mit Maneri Aufnahmen gemacht; andererseits hatte sie zuvor noch nie mit dem Pianisten Craig Taborn gespielt. Andrerseits hatte dieser bei Mat Maneris Album Pentagon aus dem Jahr 2005 mitgewirkt. 

## Titelliste
- Joëlle Léandre, Craig Taborn, Mat Maneri, hEARoes (RogueArt ROG-0127)[1]

1. h	5:40
2. E	5:11
3. A	2:52
4. R	7:29
5. o	5:00
6. e	5:24
7. s	8:02

Die Kompositionen stammen von Joëlle Léandre, Craig Taborn und Mat Maneri.

## Rezeption

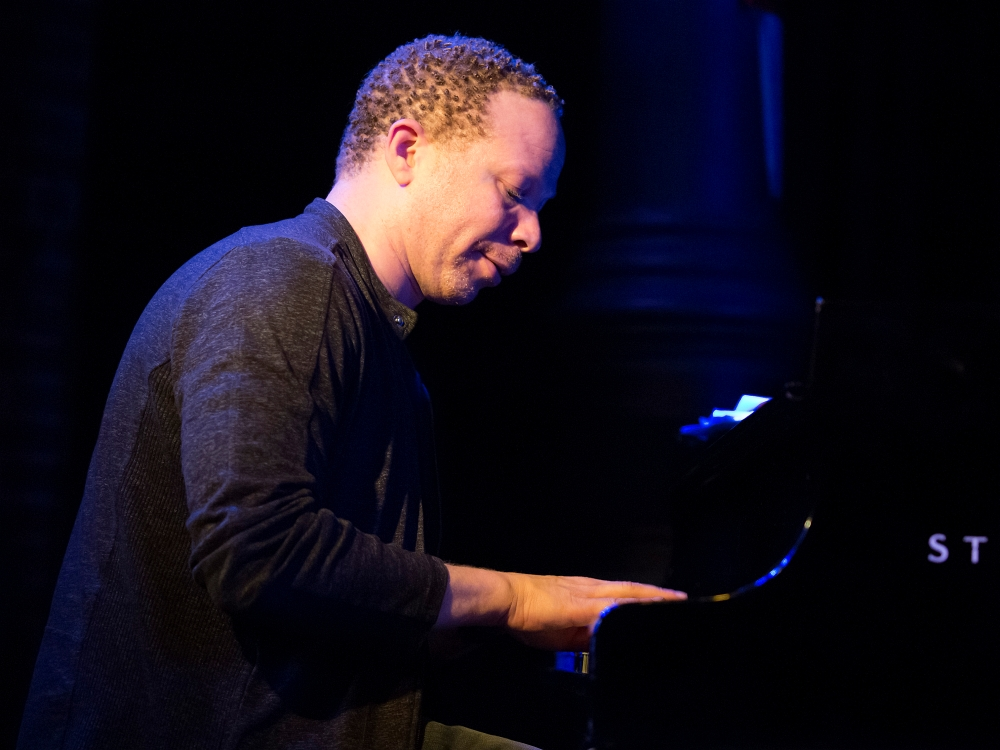
Craig Taborn in der Münchner Unterfahrt 2012

Michael Ullman (The Arts Fuse) ist nicht sicher, inwieweit diese Variationen in der Textur geplant waren. Der Effekt sei ein quecksilberner Austausch, manchmal heikel, manchmal stark eigensinnig, wie in „O“, wo die Bassistin pocht, Taborn stampft und Maneri abwechselnd traurige Phrasen und straffe Staccato-Noten spiele. Auch wenn die drei Musiker manchmal heftig kreischen, können sie auch überraschend lyrisch sein. Ihr Spiel sei präzise, ihre Interaktionen souverän und bedeutsam. Die Session sei immer faszinierend, egal, ob die Spieler umherhuschen, sich scheinbar hintereinander verstecken oder einfach nur um Aufmerksamkeit konkurrieren.
An dieser Stelle liege es auf der Hand, aber nicht jeder Free Jazz sei aggressive Aggression oder leicht kontrolliertes Chaos, schrieb Michael Toland (The Big Takeover). Manches davon sei tatsächlich weniger muskulös, skurriler und experimenteller. Im Fall dieses Trios würde es sogar verspielt zugehen. Auf hEARoes verzichte das Trio (größtenteils) auf Feuerkraft und widme sich der Kammermusik, als ob sie versuchen würden, neue Werke für kleine klassische Ensembles zu komponieren. Das heiße aber nicht, dass es nicht hier und da etwas Blues gibt – der Dreh- und Angelpunkt des zweiten Tracks „E“ habe beispielsweise einen erdigen Swing. Doch die meisten Stücke würden klassische Dynamik aufnehmen und sie in Richtung Jazzimprovisation wenden, wodurch das dröhnende „R“ und das tosende „e“ das Gefühl eines avantgardistischen Streichensembles vermittelten, das seine Arrangements in Echtzeit ausarbeite. In HEARoes gehe es mehr um Kreation als um Ausdruck und verkörpere praktisch das Free-Jazz-Synonym „spontane Komposition“.